# František Ladislav Chleborad

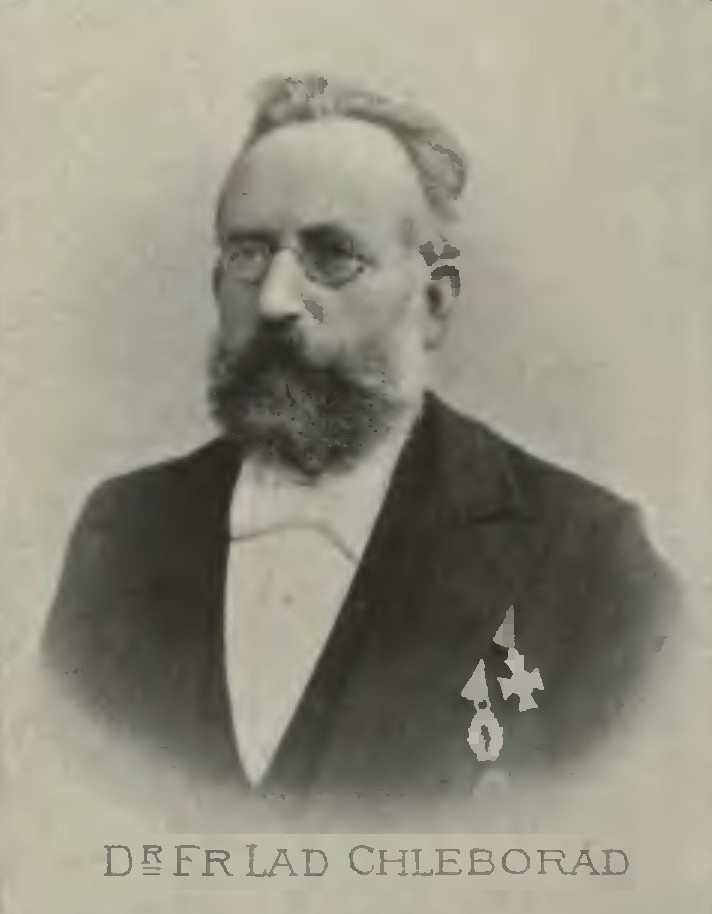
František Ladislav Chleborad (1899)

František Ladislav Chleborad (* 14. November 1839 in Habry; † 20. Juli 1911 Sankt Petersburg) war ein tschechischer Arbeiterführer und Vertreter der Selbsthilfegruppen.

## Biographie
Nach dem Abitur im Altstadtgymnasium in Prag, studierte Chleborad Recht und Volkswirtschaftslehre, gleichzeitig arbeitete er als Erzieher beim Grafen Desfours-Walderode. 1867 unternahm er eine Studienreise nach Westeuropa, in der er vor allem die Lebensbedingungen der Arbeiter sowie die Arbeit der örtlichen Genossenschaften beobachtete und untersuchte. Nach seiner Rückkehr schrieb er einige Broschüren über seine Erfahrungen und wie er es nannte, der Medizin gegen Armut: die Selbstversorgungsorganisationen der Arbeiter. Er entwarf Statuten für Selbstversorgungsvereine der Arbeiter und initiierte 1868 deren Gründung. Er wurde am 1. März 1868 zum Vorsitzenden des Prager Vereins Oul gewählt. Sein Hauptinteresse in den folgenden Jahren galt der Gründung weiterer Vereine in den Städten Böhmens, von denen in der Folgezeit dreihundert gegründet wurden. Bald erhob sich gegen ihn jedoch innerhalb des Vereins eine Opposition angeführt von J. Bavorský. Dieser repräsentierte die Gruppe der Arbeiter, die die Zukunft in der Gewerkschaftsbewegung sah, im Kampf gegen die Unternehmen und der Beteiligung der Arbeiter am politischen Leben. Gestärkt wurde der Widerstand gegen Chleborad durchs seine negativen persönlichen Eigenschaften wie Ungeduld oder Standfestigkeit. Bereits im Herbst 1869 musste deshalb Chleborad von seiner Vorstandsfunktion zurücktreten. Nach der Heirat einer reichen Bürgerlichen, wurde er einer der Mitbegründer der Bank Slávie, die Arbeiter gegen Krankheit und Alter versicherte, und Zeitlang Generaldirektor der Bank. Das vielversprechende Projekt der Selbsthilfegruppen erhielt beim Börsenkrach 1873 einen herben Rückschlag.
Er versuchte bei der Prager Universität als Professor unterzukommen. Seine Bitte wurde durch die Intervention deutscher Professoren verhindert. Nach zahlreichen gerichtlichen Auseinandersetzungen über das Vermögen der Genossenschaften, zog sich Chleborad zurück, verließ Prag und war an verschiedenen Orten als Rechtsanwalt tätig. Bedingt durch weitere Prozesse und dem Spekulationsverlust beim Kauf eines Gutes in der Slowakei, verließ er 1888 Böhmen ganz und zog nach Russland. Dort war er unter anderem als Berater im Finanzministerium tätig.
Chleborad gehörte zu den ersten tschechischen Ökonomen und Pionieren der Arbeitergenossenschaften. Als erster in Böhmen versuchte er die wirtschaftlichen Verhältnisse unter makroökonomischen Gesichtspunkten zu betrachten. Professor František Vencovský sagte über ihn: „Er war ein Patriot, dem es um den wirtschaftlichen Aufstieg der Nation ging, vor allem der Arbeiterschaft. Und er war gleichzeitig Pionier bei der Einführung ökonomischer Kenntnisse in das breite Gesellschaftsbewusstsein. Man kann sagen, dass er auf dem Feld der ökonomischen Aufklärung, ein nationaler Volksaufklärer war, wie andere Aufklärer in den Gebieten der Sprache und der Kultur.“

## Werke
Chleborad schrieb eine Reihe von Publikationen und Monographien zu verschiedenen Themen der Volkswirtschaft und der Arbeiterbewegung. Sein wichtigstes Werk war Soustava národního hospodářství politického (System der politischen Volkswirtschaft), in der er die wirtschaftliche Entwicklung der Vergangenheit bis zur Gegenwart erklärt, die Ansichten verschiedener Schulen näher bringt und das ökonomische Vokabular erklärt. Seine Arbeit und Erfolge publizierte er in zahlreichen Blättern, die er ins Leben rief, darunter Oul, Dělník (Arbeiter), Včela (Biene).